# Oskarshamn
Oskarshamn è una cittadina della Svezia meridionale, capoluogo del comune omonimo, nella contea di Kalmar; nel 2010 aveva una popolazione di 17 258 abitanti, su un'area di 12,75 km². La Centrale nucleare di Oskarshamn è una centrale elettronucleare svedese situata presso la città di Oskarshamn.